# Aeropuerto de Nagqu Dagring
El Aeropuerto de Nagqu Dagring  (en chino: 那曲达仁机场) es un aeropuerto planeado que servirá a la localidad de Nagqu en la prefectura del mismo nombre en Tíbet una región autónoma de China. Si se construye será el aeropuerto más alto del mundo a 4.436 m ( 14,554 pies), superando al aeropuerto de Daocheng Yading hasta ahora el de mayor altura. El aeropuerto es parte de un plan de desarrollo del gobierno chino para construir 97 aeropuertos en toda China para 2020. para entonces, las autoridades tienen la intención de que las cuatro quintas partes de la población de China estarán dentro de 90 minutos en vehículo de un aeropuerto.